# Österreichischer Klub für drahthaarige Ungarische Vorstehhunde

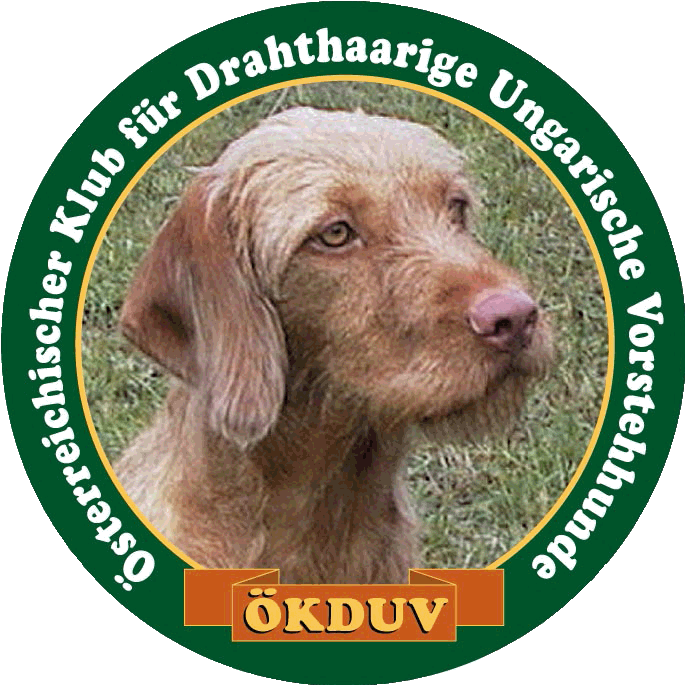
Vereinslogo

Der Österreichische Klub für drahthaarige Ungarische Vorstehhunde (Kurzform: ÖKDUV oder MVD) ist ein Verein zur Förderung der Rein- und Leistungszucht, Ausbildung des Magyar Vizsla Drahthaar (auch drahthaariger Ungarischer Vorstehhund) – und dessen Verbreitung mit Sitz in Wien.
Er ist in dem österreichischen Mitgliedsverein der FCI, dem Österreichischen Kynologenverband, für die Zucht dieser Rasse nach Standard und Regeln der FCI verantwortlich und arbeitet mit den anderen Rassezuchtverbänden international zusammen. Präsident und Geschäftsführer ist LR. Mag. art. Rudolf Broneder.

## Geschichte
Die ersten Magyar Vizsla Drahthaar wurden 1955 nach Österreich eingeführt. Der Magyar Vizsla Drahthaar Klub, auch Österreichischer Klub für drahthaarige Ungarische Vorstehhunde genannt, wurde dann 1962 gegründet. Der Verein wurde vom Proponentenkomitee bestehend aus Baron Albert Stefan von Bornemissza, Julius Hermann und Franz Amon Hechtenberg am 4. April 1962 gebildet. Die erste konstituierende Generalversammlung fand am 7. Dezember 1962 statt. Die Anerkennung des Magyar Vizsla als eigene Rasse erfolgte durch die FCI am 23. März 1963, wo auch der Standard Nr. 239 bestätigt wurde.

## Aufgaben und Tätigkeiten
Ziel des Klubs ist die Förderung der Rein- und Leistungszucht, Ausbildung des Magyar Vizsla Drahthaar und dessen möglichst weitreichende Verbreitung in Jäger- und Hundeliebhaberkreisen sowie alle Besitzer von Hunden dieser Rasse in Österreich als Mitglied zu gewinnen. Um dieses Ziel zu erreichen, hat der Klub folgende Aufgaben und Leistungen für seine Mitglieder und Interessenten:

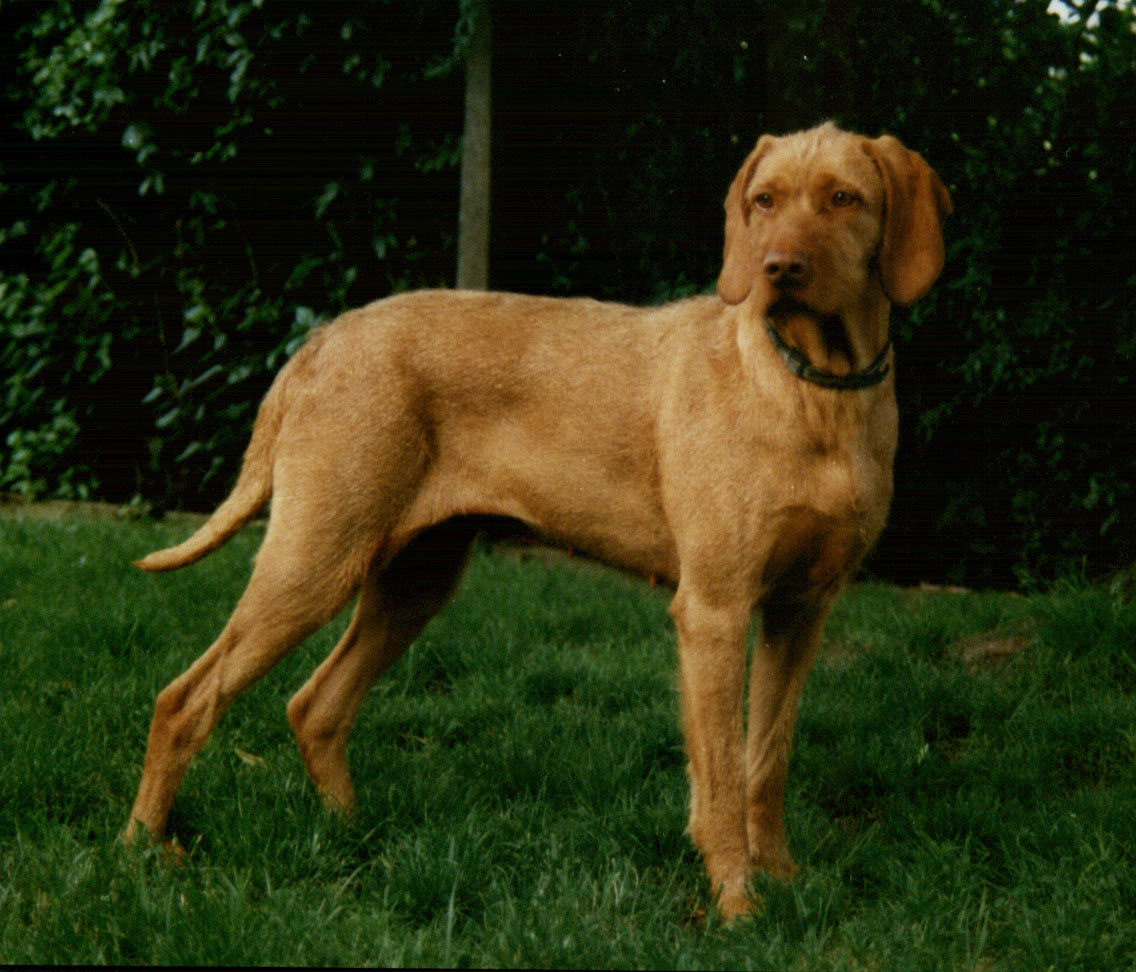
Magyar Vizsla Drahthaar, auch drahthaariger Ungarischer Vorstehhund genannt

- Veranstaltungen von Prüfungen, wie Anlagenprüfungen, Feld-, Wasser- und Vollgebrauchsprüfungen, Schweißergänzungsprüfungen (SEP), Schweißprüfung ohne Richterbegleitung, Bringtreueprüfungen etc. und die NÖ. Hubertusprüfung die offen für alle Jagdhunderassen ist.
- Veranstaltung von Hundeführerkursen, Klubabende, Schießveranstaltungen.
- Beschickung von Ausstellungen des Österreichischen Kynologenverbands und Ausrichtung eigener Klubschauen.
- Ausbildung von Leistungs- und Formwertrichtern.
- Erstellung einer Zuchtordnung für den Magyar Vizsla Drahthaar, Zuchtberatung, Deckrüden- und Welpenvermittlung.
- Unterstützung bei Zucht, Ausbildung, Ausstellung und jagdlichen Einsatz des Magyar Vizsla Drahthaar.
- Hilfestellung in allen Fragen der Hundehaltung.
- Laufende Informationen.

## Präsidenten
- Gründungspräsident von 1962 bis 1977 war LR. FWR. Albert Stefan Baron von Bornemissza, Ehrenpräsident von 1977 bis 1980, verstorben am 1. Dezember 1980
- 2. Präsident von 1977 bis 1981 war Dir. Erich Toifl
- 3. Präsident von 1981 bis 1988 war LR. FWR. Ing. Othmar Mayer
- 4. Präsident von 1988 bis 1995 war Mf. Sekt.Chef i. R. Oskar Zlamala, Ehrenpräsident von 1995 bis 2004, verstorben am 9. April 2004
- 5. Präsident von 1995 ist LR. Mag. art. Arch. Rudolf Broneder

## Mitgliedschaften
Der Klub ist Mitglied in den Dachverbänden:
- Österreichischer Jagdgebrauchshundeverband (ÖJGV)
- Bund Österreichischer Jagdvereinigungen (BÖJV)
- Österreichischer Kynologenverband (ÖKV)

und über den ÖKV mittelbar auch in der
- Fédération Cynologique Internationale (FCI).